# The Chameleon
The Chameleon is een film uit 2010 van regisseur Jean-Paul Salomé. De film is gebaseerd op het waargebeurde verhaal van Frédéric Bourdin.

## Verhaal
Een jongeman meldt zich bij de Spaanse politie en beweert de 16-jarige Nicholas Mark Randall uit Louisiana te zijn, die reeds vier jaar vermist is. Hij beweert slachtoffer te zijn van een kinderprostitutienetwerk, dat zijn uiterlijk heeft veranderd.
Hij wordt herenigd met zijn familie maar FBI-agente Jennifer Johnson vertrouwt hem niet en langzaam blijkt dat de jongeman niet de waarheid spreekt.

## Rolverdeling
- Marc-André Grondin als Frédéric Bourdin / Nicholas Mark Randall
- Famke Janssen als FBI-agente Jennifer Johnson
- Ellen Barkin als Kimberly Miller
- Emilie de Ravin als Kathy Jansen
- Tory Kittles als Dan Price
- Brian Geraghty als Brian Jansen
- Nick Stahl als Brendan Kerrigan